# نسبة الخصر إلى الطول
يتم تعريف WHtR(نسبة الخصر إلى الطول)، والتي تسمى أيضًا نسبة الخصر إلى القامة (WSR)، على أنها محيط خصر الانسان مقسومًا على طولهم، وكلاهما يقاس بنفس الوحدات. نسبة الخصر إلى الطول هو مقياس لتوزيع الدهون في الجسم. تشير القيم الأعلى لـ نسبة الخصر إلى الطول إلى ارتفاع مخاطر الإصابة بأمراض القلب والأوعية الدموية المرتبطة بالسمنة؛ يرتبط بسمنة البطن.
خلصت دراسة أجريت عام 2010 والتي تابعت 11000 شخصًا لمدة تصل إلى ثماني سنوات إلى أن نسبة الخصر إلى الطول هو مقياس أفضل بكثير لخطر الإصابة بالنوبات القلبية أو السكتة الدماغية أو الوفاة من مؤشر كتلة الجسم الأكثر استخدامًا. ومع ذلك، وجدت دراسة أجريت عام 2011 والتي تابعت 60.000 مشاركًا لمدة تصل إلى 13 عامًا أن نسبة الخصر إلى الورك (عند تعديلها وفقًا لمؤشر كتلة الجسم) كانت مؤشرًا أفضل للوفيات الناجمة عن أمراض القلب الإقفارية من WHtR.
على العكس من ذلك، لم يكن نسبة الخصر إلى الطول مؤشرا لظهور مرض السكري الجديد في دراسة واحدة على الأقل.
إن قيمة نسبة الخصر إلى الطول التي تزيد عن 0.5 أمر بالغ الأهمية وتدل على زيادة المخاطر؛ وقد خلصت مراجعة منهجية عام 2010 للدراسات المنشورة إلى أن «نسبة الخصر إلى الطول قد تكون مفيدة لأنها تتجنب الحاجة إلى قيم الحدود الخاصة بالعمر والجنس والعرق». بالنسبة للأشخاص الذين تقل أعمارهم عن 40 عامًا، تكون القيمة الحرجة 0.5، وبالنسبة للأشخاص الذين تتراوح أعمارهم بين 40-50 عامًا، تتراوح القيمة الحرجة بين 0.5 و 0.6، وبالنسبة للأشخاص الذين تزيد أعمارهم عن 50 عامًا، تبدأ القيم الحرجة عند 0.6.

## الآثار الصحية
يصنف الجدول التالي حدود النسب من حيث آثارها الصحية:.
| الأطفال (حتى 15 سنة) | رجال          | امرأة         | التصنيف          | أمثلة                                                                       |
| -------------------- | ------------- | ------------- | ---------------- | --------------------------------------------------------------------------- |
| <= 0.34              | <= 0.34       | <= 0.34       | نحيف للغاية      | مارلين مونرو (0.3359)                                                       |
| 0.35 إلى 0.45        | 0.35 إلى 0.42 | 0.35 إلى 0.41 | معتدل البنيه     |                                                                             |
| 0.46 إلى 0.51        | 0.43 إلى 0.52 | 0.42 إلى 0.48 | صحيح             | سباح جامعي للإناث (0.4240) سباح جامعي للذكور (0.4280) Body Builder (0.4580) |
| 0.52 إلى 0.63        | 0.53 إلى 0.57 | 0.49 إلى 0.53 | زيادة الوزن      | الإناث في خطر متزايد (0.4920) ذكر في خطر متزايد (0.5360)                    |
|                      | 0.58 إلى 0.62 | 0.54 إلى 0.57 | الوزن الزائد جدا |                                                                             |
| 0.64 =>              | 0.63 =>       | 0.58 =>       | سمين             |                                                                             |